# Pierre-Gabriel Buffardin
Pierre-Gabriel Buffardin est un compositeur et flûtiste français né à Avignon le 29 juin 1689 et mort à Paris le 13 janvier 1768.

## Biographie
Flûtiste virtuose, Buffardin fut soliste à la cour de l'électeur de Saxe à Dresde de 1715 à 1749. Il eut pour élèves Johann Joachim Quantz ainsi que le frère de Johann Sebastian Bach, Johann Jacob Bach, qu'il rencontra à Constantinople. Sa Sonate pour flûte est la seule œuvre dont on soit sûr qu'elle n'est pas apocryphe[réf. nécessaire]. Son concerto à cinq en mi mineur a été écrit pour son élève virtuose Quantz, qui a dit de Buffardin : « Il ne jouait que des choses rapides : car c'est en cela qu'excellait mon maître. »

## Pour découvrir Buffardin
- French Baroque Concertos par le Musica Antiqua Köln, dirigé par Reinhard Goebel
- French Flute Concertos, œuvres de Leclair, Michel Blavet, Pierre-Gabriel Buffardin et Jacques-Christophe Naudot par l'ensemble Les Buffardins

## Notice biographique
- Académie de Marseille, Dictionnaire des marseillais, Edisud, Marseille, 2003, p. 75  (ISBN 2-7449-0254-3)